# Artur Davtyan
Artur Davtyan (Erevan, 8 de agosto de 1992) é um ginasta artístico armênio, medalhista olímpico.

## Carreira
Davtyan participou dos Jogos Olímpicos de Verão de 2020, em Tóquio, na prova de salto masculino, conquistando a medalha de bronze após finalizar a série com 14733 pontos. No Campeonato Mundial de 2022 em Liverpool, obteve o ouro na mesma categoria com uma pontuação de 15050.